# San Antonio Ilotenango
San Antonio Ilotenango é uma cidade da Guatemala do departamento de El Quiché.